# Raymond Cabaribère
Raymond Cabaribère (Forques, 12 de febrer del 1913 - Bần Yên Nhân Tonquín (Vietnam), 21 d'abril del 1954) va ser un militar nord-català mort en batalla al Vietnam.

## Biografia
Estudia a l'escola militar de Saint-Cyr, d'on sortí el 1934. Després, per diverses destinacions a regiments d'infanteria, el 1939 la segona Guerra Mundial el trobà destinat com a tinent del 162è R.I.F. a la línia Maginot, on el 1940 fou fet presoner pels alemanys. Acabada la contesa, el 1946 s'enrolà a la Legió estrangera.
Després d'un primer torn de servei a Indoxina (aleshores possessió francesa) en les files del 2n regiment estranger d'infanteria, passà pel Sàhara en el marc de la 1a. C.S.P.L.E. (companyia sahariana aerotransportada de la Legió estrangera). A les acaballes del 1953 fou seleccionat per una segona estada a l'Àsia; va ser ascendit a cap del segon batalló del 3r. R.E.I. amb base a Laos, a la regió de Luang Prabang, Muong Khoua i Muong Saï. La seva unitat tenia la missió de prevenció d'infiltracions enemigues amb destinació a la capital del reialme. Entre el 1r i el 3r de febrer del 1954, el batalló caigué en una trampa parada per una divisió del Viet Minh que es preparava per a l'assalt de Na San.

### Presoner del Viet Minh
Cabaribère fou fet presoner a la regió de Khang Khay el dia 3, quan els darrers supervivents de la companyia de comandament del 3r R.E.I. encerclats, destruïen els emissors de ràdio. El comandant fou conduït al camp de presoners europeus de Yung Toi, al nord de Laos; el 8 de febrer, mentre feia tasques agrícoles, aprofità la visita d'un comissari polític per escapar-se i amagar-se al bosc. Al mateix vespre fou acollit per partisans del maquis Aréquier, amb qui havia treballat anteriorment. D'amagatall en amagatall, es desplaçà amb muntanyencs amics fins a assolir el post de comandament del maquis, o pel seu nom oficial, G.M.I. (Groupement Mixte d'Intervention), instal·lat en plena natura. Des d'allí s'envià un missatge de ràdio a Vientiane perquè se'l pogués evacuar. Després d'un primer intent frustrat, el 24 de febrer pogué ser recollit per un helicòpter que el portà a la base de Phu Lu.
Destacat a Tonkin, Raymon Cabaribère fou posat al càrrec de la seguretat d'un sector de la carretera del port de Haiphong a Hanoi, on patí incessants atacs dels revoltats, sabedors de la importància clau de la ruta per al reavituallament de Dien Bien Phu. En el decurs d'una operació el 21 d'abril, el comandant va ser ferit per un tret i rematat per l'esclat d'un obús.

## Distincions
Era cavaller de la Legió d'Honor i havia rebut les Creu de Guerra 1939-1945 i Creu de Guerra dels Teatres d'Operacions Exteriors amb palmes. Mort en acte de servei, rebé el títol pòstum de Mort pour la France i el seu nom fou inscrit al monument als morts de Forques i al que la Legió té a l'aquarterament de Pueglobier. També apareix al mur de remembrança del Memorial de les guerres d'Indoxina, a la necròpolis nacional de Frejús. La caserna de la Legió a Mayotte du, des del 13 de novembre del 1992, el nom de Quartier Cabaribère, nom que se li imposà en ocasió del 25è aniversari de la presència de la Legió Estrangera a l'illa de Mayotte.